# Adenau
Adenau (pronunciación en alemán: /ˈaːdənaʊ̯/ⓘ) es una localidad alemana de la Verbandsgemeinde homónima, en distrito de Ahrweiler del estado federado de Renania-Palatinado. Este poblado se encuentra al este de la cadena montañosa de Eifel.
Es conocido también como Johanniterstadt, porque la Orden de San Juan se fundó en allí en la Edad Media. El escudo de la ciudad combina la cruz negra del electorado de Colonia con el león de los señores de Nürburg. El autódromo de Nürburgring se encuentra a las afueras de la ciudad.
La región de Breidscheid de Adenau fue un municipio independiente hasta 1952. En ese lugar se encuentra la capilla de Breidscheid, que está dedicada a los santos Roque y Sebastián. Fue construida en 1630 como una capilla de la plaga.

## Historia

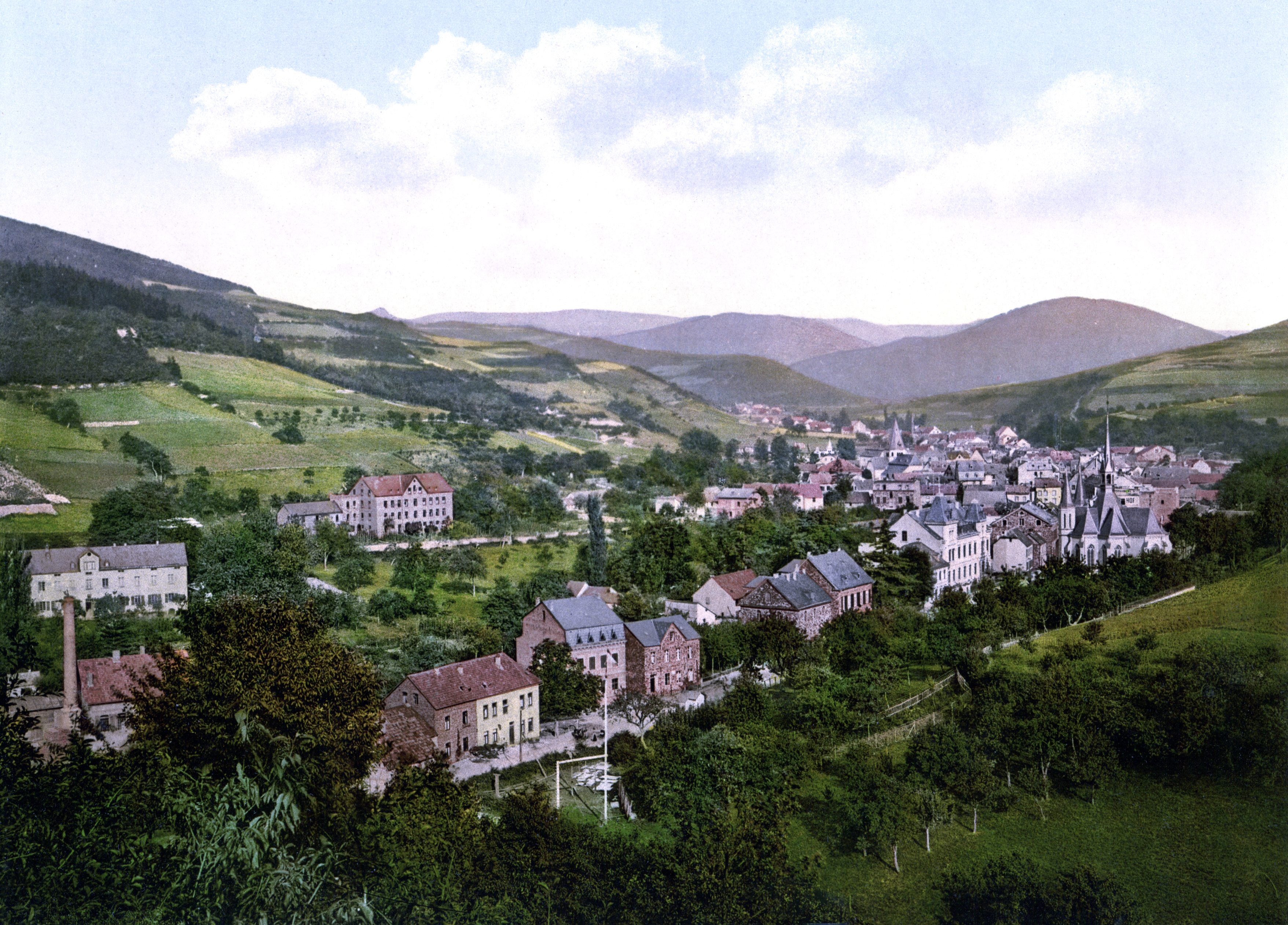
Adenau hacia 1900.

Adenau fue mencionada por primera vez en el año 992 bajo el nombre de Adenova.
En 1162, Ulrich, conde de Are donó su mansión a la Orden de San Juan, también llamada Orden de Malta. Adenau fue el tercer asentamiento más antiguo de esta orden en Alemania. Los miembros de la orden cuidaban a los pobres y peregrinos. Hasta 1518, el Komtur ("Comendador") de la orden también sirvió como párroco.
En 1816, Adenau se convirtió en un distrito independiente y de esta forma se convirtió en su momento, en uno de los distritos más pobres del antiguo reino de Prusia.
En 1927 se inauguró Nürburgring, construido por iniciativa del magistrado local Dr. Otto Creutz.
En 1932, el distrito de Adenau se fusionó permanentemente con el distrito de Ahrweiler.

## Destinos turísticos

### El Castillo de Nürburg
Al sur de Adenau, en el pueblo Nürburg existe una poderosa fortaleza del siglo XII, todavía se encuentran las ruinas del castillo con sus arcos y muchas torres de basalto, toba y roca volcánica.

### Hohe Acht
El Hohe Acht es un volcán terciario, el pico más alto de Eifel, que se eleva a 747 m sobre el nivel del mar. Está inmediatamente al este de Adenau. La torre Kaiser-Wilhelm ha estado en la cima desde 1909. La torre fue construida desde 1908 a 1909 con motivo de la boda de plata del emperador Wilhelm II y la emperatriz Augusta Victoria. La torre de 16,3 m de altura fue diseñada por el arquitecto Freiherr von Tettau y se convirtió en un monumento protegido en 1987. La torre ofrece amplias vistas del paisaje de Eifel.

### Autódromo de Nürburgring
Nürburgring está ubicado alrededor de Nürburg, pueblo al sur de Adenau. La sección norte el circuito sirve como pista de pruebas de automóviles de producción y de carreras. Además, cualquier persona puede pagar para correr en ella con su automóvil, sea un turismo de baja potencia o un superdeportivo. Las instalaciones del autódromo incluyen un parque de diversiones y una galería de compras. Una vez al año se instala el festival Rock am Ring que congrega a variados artistas musicales destacados.

## Cultura
En la toponimia, el nombre onomástico y gentilicio que llevan todos los habitantes de Adenau es, Adenauer.
Educación
1. Escuela primaria Adenau (Grundschule).[7]
2. Escuela secundaria Adenau Hocheifel (Realschule).[8]
3. Escuela secundaria Erich Klausener (Gymnasium).[9]

## Ciudades hermanadas
- Sillery, Marne, Francia
- Mellieħa, Malta
- Castione della Presolana, Italia